# L'uomo in più
L'uomo in più è un film del 2001 scritto e diretto da Paolo Sorrentino, al suo debutto alla regia.
È stato presentato nella sezione Cinema del Presente alla Mostra del Cinema di Venezia 2001.

## Trama
Napoli, 1980: Antonio Pisapia è un calciatore all'apice della propria carriera; Tony Pisapia è invece un cantante di musica leggera. Entrambi sembrano avere il mondo ai loro piedi. Tony è cinico, spavaldo, egocentrico; Antonio è timido, chiuso, fondamentalmente ingenuo e triste.
Un giorno, durante un allenamento, Antonio ha un grave infortunio, che conclude la sua carriera sportiva, causato in comune accordo da alcuni suoi compagni, coinvolti in un giro di scommesse e partite truccate da cui Pisapia si era tirato fuori. Qualche anno dopo, perde anche sua moglie, che lo lascia per un altro uomo. Antonio rimane solo con le proprie ossessioni. Quando ha la possibilità di provare a vivere ancora, innamorandosi di un'altra donna, vi rinuncia senza un motivo apparente, dileguandosi senza dare più notizie.
Tony viene invece arrestato per avere avuto un rapporto sessuale con una ragazza minorenne dopo uno dei suoi concerti. Pur prosciolto dalle accuse, Tony, che ha anche problemi di droga, non trova più lavoro ed è costretto a fare un concerto nella piazza di un paesino in Abruzzo (la scena è girata in realtà in provincia di Avellino a San Martino Valle Caudina al 'Capiummo' ovvero piazza Capofiume), davanti a poche persone: sarà il suo ultimo concerto. Tornato a Napoli, casualmente incrocia Antonio per un momento, al mercato: i due si guardano, fissandosi intensamente. Poco dopo aver visto una sua intervista  nella trasmissione ‘Confessioni pubbliche’ (per partecipare alla quale lo stesso Tony è stato contattato), in cui racconta la frustrazione per aver trovato le porte del calcio chiuse (non viene assunto nemmeno come vice dell'allenatore detto Molosso, che aveva fatto il suo nome, dopo essere stato richiamato alla guida della squadra) e in cui accenna di aver fatto un incontro al mercato senza riuscire a concluderne la descrizione, prova a contattarlo ma inutilmente: Antonio si è ucciso dopo la trasmissione. 
La settimana successiva Tony va a trovare il presidente della società calcistica, l'uomo che si era sempre rifiutato di dare un lavoro ad Antonio, e lo uccide. Poi va a ‘Confessioni pubbliche’ e si fa intervistare tranquillamente, mettendo la sua anima a nudo.
Finita l'intervista, esce e trova la Polizia ad aspettarlo. Dopo aver tentato una grottesca fuga in barca, finisce in carcere, a preparare il pesce per lui e i suoi compagni di cella.

## Colonna sonora
La colonna sonora del film non è stata pubblicata, e quindi non è reperibile. Questi sono i brani utilizzati da Sorrentino nel film come indicati nei titoli di coda:
1. Lunghe notti da bar - cantata da Toni Servillo; (con Paolo Sasso come violino solista); scritta da Peppe Servillo, Nino Bruno, Paolo Sorrentino, Pasquale Catalano.
2. La notte - cantata da Toni Servillo, scritta da Peppe Servillo, Nino Bruno, Paolo Sorrentino, Pasquale Catalano.
3. Relaxing With Chet - di Piero Umiliani; eseguita da Chet Baker.
4. Prendimi con te - eseguita da A. Mori.
5. Jolene - di John McCrea e Greg Brown; eseguita dai Cake.
6. Don't Let Me Be Misunderstood - di Gloria Caldwell, Sol Marcus e Bennie Benjamin; eseguita dai Santa Esmeralda.
7. Just an Illusion - di T. Swain, S. Jolley, L. John, A. Ingram; eseguita dagli Imagination.
8. Après la pluie - scritta ed eseguita da René Aubry.
9. I Will Survive - di Freddie Perren e Dino Fekaris; eseguita dai Cake.
10. Je m'en fous - di M. Ciorciolini, N. Oliviero, Riz Ortolani; eseguita da Kenny Clarke e dalla Francy Boland Big Band.
11. Ce matin là - di Jean-Benoît Dunckel, Nicolas Godin, Patrick Woodcock; eseguita dagli AIR.

Inoltre viene anche utilizzata per la scena del ballo The Hard Disk Approach dei Len.

## Promozione
(Tagline del film)

## Riconoscimenti
- 2002 - David di Donatello
  - Candidatura al miglior regista esordiente a Paolo Sorrentino
  - Candidatura alla migliore sceneggiatura a Paolo Sorrentino
  - Candidatura al miglior attore protagonista a Toni Servillo
- 2002 - Ciak d'oro
  - Migliore sceneggiatura a Paolo Sorrentino[1]
  - Ciak d'oro Mini/Skoda Bello & Invisibile a Paolo Sorrentino
- 2002 - Nastro d'argento
  - Miglior regista esordiente a Paolo Sorrentino
  - Candidatura alla migliore sceneggiatura a Paolo Sorrentino
  - Candidatura al migliore attore protagonista a Toni Servillo e Andrea Renzi
  - Candidatura al miglior montaggio a Giogiò Franchini

## Curiosità
- Nel film doveva esserci una scena in cui Antonio Pisapia segue un corso per allenatori tenuto da Enzo Decaro, ma la scena rallentava il film e fu tagliata.
- Le canzoni di Tony Pisapia sono interpretate dallo stesso Toni Servillo e scritte dal fratello Peppe insieme a Paolo Sorrentino.
- Lo stadio nel quale Antonio Pisapia rientra in campo dopo la sfuriata dell'allenatore è il San Paolo di Napoli prima dell'inizio della partita di serie A Napoli - Perugia disputata il 18 marzo 2001 e terminata 0-0.
- Il Molosso - l'allenatore interpretato da Nello Mascia - è ispirato al "Petisso" Bruno Pesaola, allenatore del Napoli, della Fiorentina campione d'Italia nel 1969 e del Bologna.
- Lo schema a quattro punte con "l'uomo in più" è ispirato allo schema tattico applicato da Ezio Glerean con il Cittadella.[2]
- L'idea del personaggio di Tony Pisapia, interpretato da Servillo, verrà ripreso qualche anno dopo (2010) dal regista nel suo primo romanzo, Hanno tutti ragione: qui il suo nome diventa Tony Pagoda ed è il protagonista e narratore del libro.
- Il personaggio di Antonio Pisapia è invece ispirato (soprattutto per il carattere introverso e la tragica fine) al calciatore Agostino Di Bartolomei.
- I titoli di testa del film mostrano un'analogia con la scena finale del film Le conseguenze dell'amore, dello stesso regista. In entrambi i casi infatti l'attenzione si sposta su un personaggio (un uomo che lotta con un polpo in un caso, un amico di infanzia nell'altro) totalmente estraneo ai fatti narrati nel film ma la cui assenza è importante nella caratterizzazione psicologica del protagonista.